# Суперкубок Франції з футболу 1958
Суперкубок Франції з футболу 1958 — 4-й розіграш турніру. Матч відбувся 19 листопада 1958 року між чемпіоном і володарем кубка Франції Реймсом та віце-чемпіоном Франції кубка Франції Німом.
| Володар Суперкубка Франції 1958 |
| ------------------------------- |
|                                 |
| Реймс Другий титул              |

## Матч

### Деталі
| 19 листопада 1958 |

| Реймс                  | 2:1      | Нім        |
| ---------------------- | -------- | ---------- |
| П'янтоні 60' Бліяр 79' | Протокол | Акесбі 46' |

| Велодром, Марсель Глядачів: 4 659 Арбітр: Моріс Гіг |

| В                |  | Домінік Колонна |
| З                |  | Бруно Родзік    |
| З                |  | Робер Жонке     |
| З                |  | Рауль Жиродо    |
| ПЗ               |  | Арман Пенверн   |
| ПЗ               |  | Робер Сьятка    |
| Н                |  | Робер Ламартен  |
| Н                |  | Роже П'янтоні   |
| Н                |  | Рене Бліяр      |
| Н                |  | Мішель Леблонд  |
| Н                |  | Жан Венсан      |
| Головний тренер: |  |                 |
| Альбер Батте     |  |                 |

| В                |  | Александре Рошак   |
| З                |  | Жан Віктор Бандера |
| З                |  | Моріс Лафон        |
| З                |  | Роберт Вентурі     |
| ПЗ               |  | Андре Швагер       |
| ПЗ               |  | П'єр Барлаже       |
| Н                |  | Даніель Дюк        |
| Н                |  | Хассан Акесбі      |
| Н                |  | Еміліо Салабер     |
| Н                |  | Амокран Оалікен    |
| Н                |  | Бернар Раїс        |
| Головний тренер: |  |                    |
| Кадер Фіруд      |  |                    |